# Kanton Laval-2
Der Kanton Laval-2 ist seit 2015 französischer Kanton im Arrondissement Laval, im Département Mayenne und in der Region Pays de la Loire. 
Der Kanton besteht aus dem nordwestlichen Teil der Gemeinde Laval mit insgesamt 16.322 Einwohnern (Stand: 2022):